# روشن‌آباد (بابل)
روشن‌آباد روستایی از توابع بخش مرکزی شهرستان بابل در استان مازندران ایران است.

## موقعیت جغرافیایی
این روستا در مسیر جادهٔ بابل‌کنار در کیلومتر ۵ بابل قرار دارد.

## جمعیت
این روستا در دهستان گنج افروز قرار دارد و براساس سرشماری مرکز آمار ایران در سال ۱۳۸۵، جمعیت آن ۳٬۷۷۳ نفر (۹۸۹خانوار) بوده است.

## وجه تسمیه
گفته می‌شود که در قدیم این محل آتشکده‌ای داشته است که همیشه روشن بوده و به همین خاطر، به آن روشن گفته شده است. منطقه‌ای در روشن‌آباد هنوز به نام آذر نامیده می‌شود که می‌تواند محل این آتشکده باشد.

## جاذبه‌های گردشگری
از دیدنی‌های مهم این روستا می‌توان به حمام زیرزمینی آن و همچنین، پل آجری قدیمی در بالا محل این روستا اشاره کرد.